# O Orfanato
O Orfanato (em castelhano:  El Orfanato) é um filme hispano-mexicano de 2007 dirigido por J. A. Bayona. O filme é estrelado por Belén Rueda como Laura, Fernando Cayo como marido, Carlos e Roger Príncep como filho adotivo Simón. A trama se concentra em Laura, que volta para sua casa de infância, um orfanato. Laura planeja transformar a casa em um lar para crianças deficientes, mas depois de uma discussão com Laura, Simón desaparece.
O roteiro do filme foi escrito por Sergio G. Sánchez em 1996 e chamou a atenção de Bayona em 2004. Bayona pediu a seu amigo de longa data, o diretor Guillermo del Toro, que ajudasse a produzir o filme e dobrasse seu orçamento e tempo de filmagem. Bayona queria que o filme capturasse a sensação do cinema espanhol dos anos 70; ele escalou Geraldine Chaplin e Belén Rueda, que mais tarde foram elogiados por seus papéis no filme.
O filme estreou no Festival de Cannes em 20 de maio de 2007, onde foi aplaudido de pé por mais de 10 minutos. Recebeu elogios da crítica do público em sua país natal, ganhando sete prêmios Goya. Em seu lançamento na América do Norte, O Orfanato foi elogiado por críticos de língua inglesa, que descreveram o filme como bem dirigido e bem atuado, e notaram a falta de "sustos baratos"; posteriormente, a New Line Cinema comprou os direitos do filme para um remake americano.

## Sinopse
Laura é uma mulher que volta com sua família para o orfanato onde cresceu a fim de reformá-lo e abrir uma residência para crianças deficientes. Uma vez no lugar, o pequeno Simón, filho adotivo de Laura e portador de HIV, começa a deixar se levar por estranhos jogos que geram em Laura uma grande inquietação, e que deixaram de ser apenas diversão para se converterem em uma ameaça. À medida que Laura e seu esposo convertem o velho orfanato na casa em que serão recebidas crianças com problemas, uma série de eventos estranhos que a afetam, e especialmente a Simón, a obriga a buscar pistas do passado da construção que uma vez foi seu lugar de criança para tratar de explicar tudo o que ocorre. A história do lugar é mais dramática do que Laura estava ciente. Um filme que trabalha com a crença existente, na qual "não se trata de ver para crer e sim crer para ver".

## Elenco
- Belén Rueda é Laura
- Fernando Cayo é Carlos
- Roger Príncep é Simón
- Geraldine Chaplin é Aurora
- Mabel Rivera é Pilar
- Montserrat Carulla é Benigna
- Édgar Vivar é Prof. Leo Bálaban
- Andrés Gertrúdix é Henrique
- Óscar Lara é Guillermo

## Produção
O primeiro rascunho do roteiro de O Orfanato foi escrito por Sergio G. Sánchez em 1996 Sánchez não sabia por que ele escolheu escrever um filme de terror para o roteiro, como ele explica: "Acabei escrevendo um filme em o estilo daqueles que eu gostava quando criança, filmes como Poltergeist, The Omen e Rosemary's Baby, que eu estraguei no primeiro videocassete que possuíamos em casa". Sánchez revelou as influências literárias subjacentes à sua escrita do roteiro, como The Turn of the Screw e Peter Pan Enquanto Sánchez estava trabalhando no curta-metragem 7337 em 2004, ele se encontrou com o diretor Juan Antonio Bayona e ofereceu-lhe o roteiro para dirigir. Bayona aceitou a oportunidade porque achava que um roteiro com temas de fantasia como O Orfanato lhe daria liberdade como diretor, dizendo que o gênero fantasia era uma ótima ferramenta para aprender, pois "permite a manipulação de o espaço e o tempo que desejamos ou o uso de certas câmeras se move com uma eficiência imediata".
Bayona cortou partes do roteiro, incluindo o resultado de outras crianças do orfanato, porque queria se concentrar no personagem de Laura e no que acontece com ela Para criar o filme como ele queria, Bayona teve que dobrar o orçamento do filme e a quantidade de tempo de filmagem.  Para conseguir isso, Bayona recebeu ajuda do colega diretor de cinema Guillermo del Toro, que ele conhecera no Festival de Cine de Sitges quando del Toro apresentava seu filme Cronos (1993).Del Toro se ofereceu para co-produzir o filme assim que soube.  Para o resto de sua equipe, Bayona trabalhou com sua equipe regular com quem trabalhou em comerciais e videoclipes.

### Filmagens
A produção em The Orphanage começou em 15 de maio de 2006 em Llanes, Astúrias local foi escolhido devido aos diversos cenários naturais da área, que incluem praias, cavernas, falésias, florestas, uma pequena vila e o Partarríu Manor, onde ocorrem as cenas do orfanato. O orfanato era uma antiga casa colonial do final do século XIX. Bayona queria usar certas técnicas cinematográficas que eram impossíveis de obter na casa, então várias partes da casa foram reconstruídas em estágios sonoros. Após quatro semanas em Llanes, a equipe mudou-se para Barcelona para terminar as últimas dez semanas de filmagens em palcos, perfazendo mais de 80% do filme. Bayona mostrou os filmes La residencia e The Innocents ao seu diretor de fotografia, para fazer uma observação especial das lentes Scope usadas nos dois filmes.

## Lançamento
O Orfanato estreou no Festival de Cannes em 20 de maio de 2007. O filme foi recebido positivamente com uma ovação de dez minutos da platéia. A estréia em espanhol do filme ocorreu no Sitges Film Festival em 4 de outubro de 2007, onde foi aberto o festival, O Orfanato estreou na Espanha em 10 de setembro de 2007 e teve um imenso sucesso na Espanha após um lançamento de quatro dias de US $ 8,3 milhões em 350 telas. O filme foi a segunda estreia de maior bilheteria de todos os tempos em um filme espanhol e foi a maior abertura do ano, tornando-o ainda maior do que o sucesso mundial do filme espanhol-mexicano Labirinto do Pan. Foi inaugurado em versão limitada nos Estados Unidos em 28 de dezembro de 2007 e teve uma ampla divulgação em 11 de janeiro de 2008. Foi inaugurado no México em 25 de janeiro de 2008 e ganhou mais de US $ 11.000.000 na bilheteria.
Na Espanha, o filme foi indicado a 14 prêmios Goya, incluindo Melhor Filme e acabou ganhando prêmios de Melhor Direção de Arte, Melhor Diretor de Produção, Melhor Maquiagem e Cabelo, Melhor Novo Diretor, Melhor Novo Diretor, Melhor Roteiro - Original, Melhor Mixagem de Som e Melhor Efeitos especiais. Orfanato foi escolhido pela Academia Espanhola de Filmes como indicado na Espanha para o Oscar de Melhor Filme Estrangeiro de 2007, mas acabou por não terminar como um dos cinco indicados finais nessa categoria

### Mídia doméstica
O Orfanato foi lançado em DVD e Blu-ray em 22 de abril de 2008 para um lançamento na Região 1 pela New Line Cinema. Ambos os discos tem o mesmo recurso bônus.

## Recepção
No Rotten Tomatoes tem uma avaliação de 87/100 da crítica e 86/100 do público, o consenso dos críticos é "Profundamente enervante e surpreendentemente comovente, The Orphanage é um filme de terror doméstico assombrado, atmosférico e lindamente criado, que ganha sustos com um mínimo de sangue". E no Metacritic tem uma aprovação de 74/100.
Os críticos elogiaram o filme por sua falta de sustos baratos. O crítico de cinema do Chicago Sun Times, Roger Ebert, aprovou o filme afirmando ser "deliberadamente voltado para os telespectadores com uma capacidade de atenção desenvolvida. Ele busca criar uma atmosfera, um senso de lugar, uma simpatia pelos personagens, em vez de se apressar em emoções baratas."
Bill Goodykoontz, da República do Arizona, ecoou essa declaração, observando: "Bayona nunca deixa o Orfanato mergulhar em horror barato. Os sustos aqui são realizados com habilidade e, colocados no contexto do estado de espírito de Laura, merecidos, talvez até explicáveis. (ou não)." Peter Howell, do Toronto Starescreveu: "O melhor filme de terror do ano também é um dos mais simples. O Orfanato faz pouco ou nenhum uso de truques digitais para apresentar seus inúmeros terrores".

## Reconhecimento
O Orfanato foi considerado um dos 10 melhores filmes de 2007 por vários críticos, incluindo Lawrence Toppman, do Charlotte Observer, Marc Doyle, do Metacritic, e Tasha Robinson, do AV Club Anthony Lane, do The New Yorker, incluiu o filme em sua lista dos dez melhores de 2008.
No início de 2010, a Time Out conduziu uma pesquisa com vários autores, diretores, atores e críticos que trabalharam no gênero de terror para votar em seus melhores filmes de terror. O Orfanato ficou em número 76 na lista dos 100 melhores.